# Monday, Monday
Monday, Monday ist ein Lied der US-amerikanischen Folk-Rock-Band The Mamas and the Papas, das im Jahr 1966 erschien und als Single zum Millionenseller avancierte.

## Entstehung und Veröffentlichung
Geschrieben wurde das Lied vom Mamas-and-the-Papas-Bandleader John Phillips. Für die Produktion zeichnete Lou Adler verantwortlich.
Die Erstveröffentlichung von Monday, Monday erfolgte am 28. Februar 1966 bei Dunhill Records, als Teil von If You Can Believe Your Eyes and Ears (Katalognummer: D-50006), dem Debütalbum der Band. Am 24. März 1966 erschien das Lied als dritte und letzte Singleauskopplung aus dem Album. Diese erschien weltweit in verschiedenen Ausführungen, so unter anderem in Deutschland (Katalognummer: RCA Victor 45-9698), Großbritannien (Katalognummer: RCA 1516) oder auch den Vereinigten Staaten (Katalognummer: D-4026) als 7″-Single mit der B-Seite Got a Feelin’.

## Hintergrund
Die Mamas & Papas hatten gerade ihre zweite Single California Dreamin’ im November 1965 veröffentlicht, als sie für den 16. Dezember 1965 einen neuen Studiotermin bei Western Recorders in Hollywood anberaumt hatten. Der Kontrapunkt-Gesang im Close-harmony-Stil handelt vage vom Montag als dem schlechtesten Werktag der Woche, der nach einem schönen Wochenende ernüchternd folgt. Phillips habe das Lied über Nacht geschrieben. Unter dem Musikproduzenten Adler und der technischen Aufsicht durch Toningenieur Bones Howe begleitete der Kern der Studiomusiker The Wrecking Crew den choralen Sound der Gruppe. Larry Knechtel (Keyboards), Joe Osborn (Bass) und Hal Blaine (Schlagzeug) waren anwesend, zusätzlich spielte P. F. Sloan noch Gitarre, Geigen wurden von Al De Lory arrangiert. Mama Cass hatte zunächst Schwierigkeiten, mit ihrer Altstimme den Tonhöhen der Komposition zu folgen. Ein fast drei Sekunden dauerndes Break vor der Coda wurde erstmals als musikalisches Element eingesetzt. Es täuschte jedoch die DJs, die den Song erstmals hörten, über das wahre Ende des wieder beginnenden Songs, der schließlich mit einem Fade-out als Extro endet. Der Song entstand unter dem Arbeitstitel Monday Morning (laut Aufnahmeprotokoll) in drei Stunden bei Western Recorders in Studio 3. Das war ungewöhnlich kurz, denn die Gruppe versuchte ihre Harmonien zu perfektionieren. So waren 20 Stunden im Tonstudio keine Seltenheit. „Mama Cass wird grün im Gesicht, wir hören für heute auf.“

## Rezeption
Das Lied wurde mit einem Grammy als beste zeitgenössische Rock-’n’-Roll-Aufnahme einer Vokal-Gruppe ausgezeichnet.
Der Titel führte in Deutschland die Bravo-Jahrescharts 1966 an.

## Kommerzieller Erfolg

### Chartplatzierungen
Monday, Monday avancierte zum Nummer-eins-Hit in den US-amerikanischen Billboard Hot 100. Darüber hinaus erreichte es Top-10-Platzierungen in Belgien-Flandern, Deutschland, den Niederlanden, Österreich (je Rang 2), dem Vereinigten Königreich (Rang 3), Norwegen (Rang 5) und Belgien-Wallonien (Rang 7).
| ChartsChartplatzierungen       | Höchstplatzierung | Wochen/ Monate |
| ------------------------------ | ----------------- | -------------- |
| Deutschland (GfK)              | 2 (5 Mt.)         | 5 Mt.          |
| Österreich (Ö3)                | 2 (3 Mt.)         | 3 Mt.          |
| Vereinigte Staaten (Billboard) | 1 (12 Wo.)        | 12 Wo.         |
| Vereinigtes Königreich (OCC)   | 3 (13 Wo.)        | 13 Wo.         |

| ChartsJahrescharts (1966)      | Platzierung |
| ------------------------------ | ----------- |
| Deutschland (GfK)              | 4           |
| Österreich (Ö3)                | 7           |
| Vereinigte Staaten (Billboard) | 7           |

### Auszeichnungen für Musikverkäufe
Die Single verkaufte sich laut Quellen über 3,5 Millionen Mal, davon sind 1,5 Millionen Einheiten mit Schallplattenauszeichnungen belegt. Alleine am ersten Verkaufstag gingen über 160.000 Exemplare über die Ladentische. In Deutschland verkaufte sich Monday, Monday über 500.000 Mal, wofür die Band seinerzeit eine Goldene Schallplatte von ihrem Musiklabel überreicht bekam.
| Land/Region               | Auszeichnungen für Musikverkäufe (Land/Region, Auszeichnung, Verkäufe) | Verkäufe  |
| ------------------------- | ---------------------------------------------------------------------- | --------- |
| Deutschland (BVMI)        | Gold                                                                   | 500.000   |
| Vereinigte Staaten (RIAA) | Platin                                                                 | 1.000.000 |
| Insgesamt                 | 1× Gold · 1× Platin ·                                                  | 1.500.000 |

## Coverversionen
Monday, Monday wurde mindestens 44 Mal gecovert, darunter die deutsche Version mit dem Titel Monday, Monday, was bringst Du mir von Peter Haupt (September 1966), dessen von Günter Loose verfasster deutscher Text sich ziemlich genau am Originaltext orientiert.